# Bruno Ramón Silva Barone
Bruno Ramón Silva Barone, mais conhecido como Bruno Silva (Melo, 29 de março de 1980), é um futebolista uruguaio aposentado que atuava como lateral-direito.

## Carreira
O jogador foi revelado pelo Danubio em 2000. Em 2004, migrou para a Rússia, onde defendeu o Rostov. Bruno Silva ficou pouco tempo no futebol russo e ainda no mesmo ano, voltou ao Uruguai para defender o clube que o revelou, conquistando o Campeonato Uruguaio de 2004.
Em 2005, o atleta voltou ao futebol da Europa, agora para o Groningen, dos Países Baixos. Permaneceu na equipe até 2008, ano em que foi para outro clube neerlandês, o Ajax.
Para a temporada de 2010, Bruno Silva acertou seu retorno ao futebol da América do Sul, desta vez para defender um clube brasileiro, o Internacional, contratado por empréstimo de 1 ano junto ao Ajax, a pedido do técnico conterrâneo Jorge Fossati. Estreou com a camisa colorada no dia 31 de janeiro de 2010, no clássico Grenal, partida que foi vencida pelo Inter por 1x0.
Acabou pouquíssimo aproveitado no clube colorado, mesmo tendo sido campeão da Libertadores de 2010. Voltaria ao Ajax em Agosto de 2010, antes do término do empréstimo ao Inter, mas com a janela de transferências fechada na época, ficou treinando em separado. Em 2011, Bruno Silva voltou ao Ajax.

## Títulos
Danubio
- Campeonato Uruguaio: 2004

Internacional
- Copa Libertadores da América: 2010